# Graptomyza suavissima
Graptomyza suavissima är en tvåvingeart som beskrevs av Karsch 1888. Graptomyza suavissima ingår i släktet Graptomyza och familjen blomflugor.
Artens utbredningsområde är Tanzania. Inga underarter finns listade i Catalogue of Life.